# باروئلو دل بایه
باروئلو دل بایه (به اسپانیایی: Barruelo del Valle) یک شهرستان در اسپانیا است که در استان وایادولید واقع شده‌است.